# Ophiorrhiza mungos
Ophiorrhiza mungos är en måreväxtart som beskrevs av Carl von Linné. Ophiorrhiza mungos ingår i släktet Ophiorrhiza och familjen måreväxter. Inga underarter finns listade i Catalogue of Life.